# Erik De Soir
Erik De Soir (Kinshasa, 1965) is een Belgisch-Congolees psycholoog. Hij is doctor in de psychologie aan de Universiteit Utrecht en in de sociale en militaire wetenschappen aan de Koninklijke Militaire School. Hij woonde tot 1983 met zijn gezin in Congo.

## Levensloop
Majoor De Soir is crisispsycholoog voor het Belgische leger en psychotraumatoloog. Hij verricht ook onderzoek naar acute en chronische traumatisering en de effecten dat dit kan hebben. Hij is tevens operationeel brandweerpsycholoog bij de Brandweer- en Dringende Geneeskundige Hulpverleningszone Noord-Limburg. In deze functie verleent hij al jaren psychologische crisisopvang aan slachtoffers van ongevallen, oorlogssituaties, branden en grootschalige noodsituaties. De Soir geeft les in crisiscommunicatie, crisispsychologie en crisisbeheer op verschillende universiteiten. Hij werkt ook als psychotherapeut in De Weg Wijzer, een psychotherapeutisch centrum voor kinderen, volwassenen en gezinnen. Daarnaast is hij meditatieleraar. Dit vormt een deel van zijn werkwijze voor het behandelen van trauma's. Hij heeft opgetreden als deskundige in de media en heeft verschillende boeken geschreven voor hulpverleners.
In 1993 startte De Soir als oprichter en supervisor bij het Fire Stress Team. Deze zorgen voor een ondersteuning van hulpverleners door andere hulpverleners als vrijwilliger.
In 2003 startte hij de Association Européenne des Psychologues Sapeurs-Pompiers (European Association of Fire and Rescue Psychologists), waarvan hij al sinds enkele jaren erevoorzitter was. Momenteel (in 2019) geeft hij er ook mee opleidingen.
De Soir is vicevoorzitter van de Association de Langue Française pour l'Etude du Stress et du Trauma, waar hij ook voor publiceert.
Hij promoveerde in 2015 aan de Universiteit Utrecht met een studie over de mentale gezondheid van overlevenden na het gasexplosie te Gellingen.
Hij was in 2019 voorzitter van de Vlaamse Wetenschappelijke Hypnose Vereniging (VHYP) en daarvoor ondervoorzitter.

### Werkwijze
De Soir gebruikt verschillende technieken in zijn werk met trauma's. Hieronder vallen traumagerichte cognitieve therapie, EMDR, sensorimotorische traumatherapie, acute stabilisatie via ademtraining, hypnotherapie, (boeddhistische) meditatie en lichaamsgericht werk. Hij is gespecialiseerd in psychotraumatologie in de VS, Australië en Frankrijk.

## Publicaties
- Op het netvlies gebrand. – In dit boek staat De Soir stil bij de effecten van traumatische interventies bij politie, brandweer en paramedische groepen. Hij gaat in een tweede deel in op praktijkgerichte opvanggesprekken.[10]
- Stress en trauma bij de politie. – Dit boek geeft een overzicht van de literatuur in stress en trauma en gaat in op gesprekstechnieken en interventies. Het boek is vooral gericht naar politieagenten.[11]
- Moet ik nu bang zijn? Kinderen helpen in tijden van angst en terreur. – Geschreven samen met Lies Scaut. Dit boek gaat over het in gesprek gaan met kinderen over terreur, gebaseerd op concrete vragen die kinderen stelden na aanslagen.[12]
- Leven aan de zijlijn. Meditaties bij trauma en verlies.[13] – Dit is een boek dat De Soir schreef om mensen te helpen die door een trauma en verlies hun verbondenheid verloren zijn. Het bevat 18 meditaties gebaseerd op woorden uit het Ity-lied van Sri Swami Sivananda. De lezer krijgt voor dit traject opdrachten en kan met cd's zelf aan de slag gaan.
- Redders in nood. Opvang van mensen in crisis. – Hierin tracht De Soir een kader te bieden om hulpverleners te begeleiden na crisissituaties.[14]